# Jack Vance
John Holbrook Vance (San Francisco, Califòrnia, 28 d'agost de 1916 - Oakland, Califòrnia, 26 de maig de 2013), més conegut pel seu pseudònim Jack Vance, va ser un escriptor de fantasia i ciència-ficció estatunidenc, autor de la saga Planet of Adventure (1968-1970).

## Biografia
Vance va créixer al seu San Francisco natal i, posteriorment, en una granja a prop de Oakley, al delta del riu Sacramento.
Va abandonar en poc temps els estudis per treballar a una conservera i a una draga, però els va tornar a reprendre per estudiar enginyeria, física, periodisme i anglès a la Universitat de Berkeley. Durant aquest període va treballar com a electricista a les drassanes de Pearl Harbor.
El 1940 comença a escriure els seus primers llibres; dos anys més tard es va graduar, i va servir durant la guerra a la marina mercant.
El 1946 es va casar amb Norma Ingold i van viure amb el seu fill en una casa construïda per Vance. Van realitzar nombrosos viatges al voltant del món, vivint a llocs com Tahití, Itàlia o una casa-vaixell a Caixmir.
Gran amic de Frank Herbert i Poul Anderson, els tres van compartir una casa-vaixell al delta del riu Sacramento. Els Vance i els Herbert van viure junts a Mèxic una temporada.
Va treballar com a marine, tasador, ceramista i fuster abans de poder dedicar-se per complet a l'escriptura el 1970.